# Xysticus parapunctatus
Xysticus parapunctatus är en spindelart som beskrevs av Song och Zhu 1995. Xysticus parapunctatus ingår i släktet Xysticus och familjen krabbspindlar. Inga underarter finns listade i Catalogue of Life.